# Detomor
Detomor je načrtna povzročitev smrti dojenčka. Kot storilci prednjačijo očetje in ne matere. V nekaterih kulturah so bolj pogosti detomori otrok ženskega spola, na primer na Kitajskem. Nekatere države detomore delijo na tiste, ki so izvršeni na novorojenčkih in tiste, kjer so žrtve starejši otroci. Takšno delitev poznajo Američani. 

### Detomor v Slovenskem pravu
V Sloveniji velja, da so storilke detomora lahko le matere. Storilka zakrivi kaznivo dejanje detomora takoj po porodu oziroma med porodom, ko je še pod vplivom hormonov. Če storilka ne izpolnjuje teh pogojev, govorimo o umoru oziroma uboju in ne več o detomoru. V Sloveniji je kaznivo dejanje detomora opredeljeno v 19. členu Kazenskega zakonika in se šteje za priviligirano obliko umora. Kazen za izvršeno dejanje detomora je zapor do treh let. V Sloveniji je primerov kaznivega dejanja detomorov malo. V preteklosti je bilo sicer v Sloveniji takšnih primerov več, saj so bile v družbi nezakonske matere nezaželene in so z nezakonskimi otroki izgubile svoj ugled. 
Razlogi za detomor so različni. Najpogostejši razlogi so predvsem finančna stiska, nezaželena nosečnost, ipd. V nekaterih državah pa so razlogi tudi religiozne narave. V Sloveniji je najpogostejši razlog za detomor nezaželena nosečnost.

## Zgodovina

### Prazgodovina
V preteklosti so detomore izvrševali zaradi različnih razlogov. V antični Kartagini so otroke žrtvovali zaradi nadnaravnih moči, kar je mogoče eden najbolj razvpitih primerov v antiki. Antropologinja Laila Williamson pravi, da so dejanje detomora izvrševali ljudje z vseh ravni kulturne razgledanosti po vseh kontinentih, od lovcev, nabiralcev pa vse do visokih civilizacij.
V antiki so v Evropi in Aziji po navadi zakrivili dejanje detomora tako, da so otroka preprosto zapustili in je le-ta umrl zaradi hipotermije, lakote, žeje ali napada živali. Na ta način se izvršuje kaznivo dejanje detomora še danes.

### Paleolitik in neolitik
V neolitiku so z detomori nadzorovali število prebivalcev, da ne bi prenaselili območja in zaradi tega trpeli lakote, pomanjkanja, ipd. Joseph Birdsell verjame, da je bila stopnja detomorov med 15% in 50% glede na celotno število rojstev, medtem ko Laila Williamson meni, da je ta stopnja med 15% in 20% glede na število rojstev. Oba antropologa verjameta, da  je tako visoka številka detomorov trajala do razvoja kmetijstva v neolitiku. Antopologi ocenjujejo, da so v paleolitiku okoli 50% novorojenčkov ženskega spola ubili lastni starši. Našli so tudi okostja novorojenčkov, ki kažejo na kanibalizem. 

## V današnjem času
V zahodnem svetu se število detomorov zmanjšalo. Ocenjujejo, da se bo zgodil en primer detomora na 3000 do 5000 rojstev. Pričakovati je, da se bo večje število detomorov zgodilo na območjih z visoko stopnjo revščine in prenaseljenosti, kot so nekateri deli Kitajske in Indije. Ravno tako kot v preteklosti, so še vedno dojenčki ženskega spola tisti, ki se v večjem številu pojavljajo kot žrtve. Zadnje raziskave kažejo, da je v Aziji pogrešanih več kot 100 milijonov deklet.
Na Kitajskem naj bi se dejanja detomora izvrševala zaradi politike enega otroka. V 90-ih letih se je pojavljalo veliko število detomorov na reki Jangce, kjer so otroke utapljali, vse dokler vlada ni otežila dostopa do reke. Nekateri trdijo, da je na Kitajskem 25 do 40 milijonov manj deklic kot naj bi jih bilo, vendar je to tudi posledica splavov. Razširjen je tudi nezakonit ultrazvočni pregled, s katerim določijo spol otroka.
V Indiji se še vedno izvršujejo kazniva dejanja detomora na nekaterih ruralnih območjih, čeprav je detomor v Indiji nezakonit. Glede na nedavno poročilo Združenih narodov je zaradi detomorov 50 milijonov manj deklic, zaradi spolne diskriminacije in spolno selektivnih splavov.
V Združenih državah je bila stopnja detomorov med letoma 1963 in 1972; 1.41 na 100.000 rojstev, medtem ko je bila med letoma 1974 in 1983 stopnja detomorov 0.44 na 100.000 rojstev. Na upad števila detomorov je vplivala tudi ilegalizacija detomora leta 1973. 